# Romuald Markowski
Pour les articles homonymes, voir Markowski.
Romuald Markowski, né le 29 janvier 1922, à Vilnius, en République de Lituanie et mort le 30 mai 2006, à Gdańsk, en Pologne, est un ancien joueur et entraîneur de basket-ball et joueur de volley-ball polonais .